# Ordre de bataille du raid de Dieppe

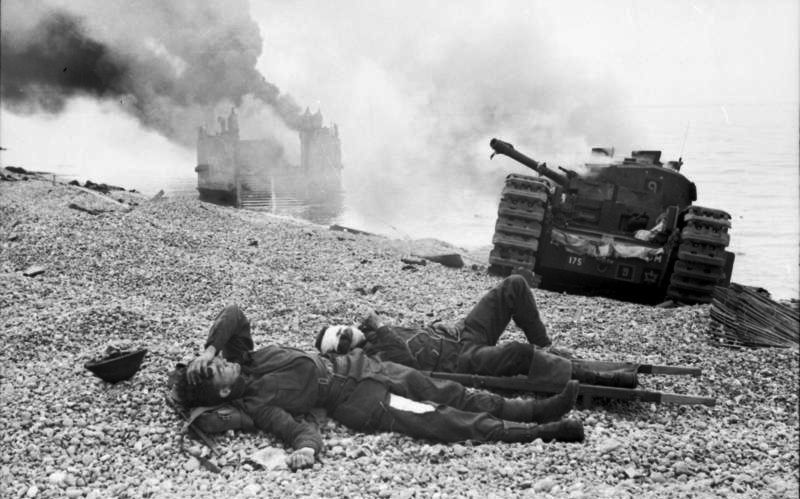

Ce qui suit est l'ordre de bataille des forces militaires en présence lors du raid de Dieppe également appelé opération Jubilee, qui eut lieu le 19 août 1942 lors de la Seconde Guerre mondiale.

## Forces Alliées

### Forces terrestres
L'ensemble des forces dépend de l'armée canadienne qui est composée de
- 305 officiers
- 4 658 hommes
- 30 chars Churchill du 14th Calgary Tank Regiment

Composition de la 2e Division d'infanterie canadienne
- - 4e Brigade d'infanterie canadienne (en)
    - The Essex Scottish Regiment
    - The Royal Hamilton Light Infantry
    - The Royal Regiment of Canada

  - 5e Brigade d'infanterie canadienne
    - The Black Watch of Canada (3 pelotons)
    - The Calgary Highlanders (1 peloton de mortier)

  - 6e Brigade d'infanterie canadienne
    - Les Fusiliers Mont-Royal
    - The Queen's Own Cameron Highlanders of Canada
    - The South Saskatchewan Regiment (en)
    - No.6 Defence Platoon des Lorne Scots

- Troupes rattachées
  - The King's Own Calgary Regiment (RCAC)
  - Détachement du 3 rd Light Anti-Aircraft Regiment (DCA légère)
  - Détachement du 4e Field Regiment RCA
  - The Toronto Scottish Regiment (MG)

- - Commandos
    - 1 057 hommes, dont :
      -  50 rangers américains
      -  18 commandos interalliés dont 15 Français FFL

  - Composition
    - no 3 Commando
    - no 4 British Army Commando
    - N°10 Inter-Allied Commando
    - Royal Marine A Commando (en)
    - Détachement du 1er bataillon des US rangers

### Forces aériennes
Royal Air Force
Les forces aériennes étaient composées de 67 escadrilles.
- 60 escadrilles de chasse
  - 48 escadrilles de Spitfire essentiellement composé de MK V
    -  27 escadrilles de la RAF
    -  5 escadrilles des Forces Polonaises Libres servant dans la RAF
      - 302e escadrille de chasse polonaise
      - 303e escadrille de chasse polonaise
      - 306e escadrille de chasse polonaise
      - 308e escadrille de chasse polonaise
      - 317e escadrille de chasse polonaise

    -  4 escadrilles de la RCAF
      - No. 401 Squadron RCAF (en)
      - No. 403 Squadron RCAF
      - No. 411 Squadron RCAF (en)
      - No. 412 Squadron RCAF (en)

    -  3 escadrilles de volontaires américains servant dans la RAF
      - No. 71 Squadron RAF (en)
      - No. 121 Squadron RAF (en)
      - No. 133 Squadron RAF

    -  3 escadrilles de l'USAAF
      - 307th Fighter Squadron (en)
      - 308th Fighter Squadron (en)
      - 309th Fighter Squadron (en)

    -  2 escadrilles des Forces Tchécoslovaques Libres servant dans la RAF
      - No. 310 (Czechoslovak) Squadron (cs)
      - No. 312 (Czechoslovak) Squadron (cs)

    -  2 escadrilles des Forces Norvégiennes Libres servant dans la RAF
      - No. 331 (Norwegian) Squadron (no)
      - No. 332 (Norwegian) Squadron (no)

    -  1 escadrille des Forces Belges Libres servant dans la RAF
      - 350e escadrille

    -  1 escadrille des Forces Françaises Libres servant dans la RAF commandée par Émile Fayolle (pilote) tombé ce jour.
      - No. 340 (GC/IV/2 Ile de France) Squadron (en) (Groupe de chasse Île-de-France)

  - 8 escadrilles de Hurricane tous de la RAF
  - 4 escadrilles de Mustang
    -  2 escadrilles
      - No. 26 Squadron RAF (en)
      - No. 239 Squadron RAF (en)

    -  2 escadrilles
      - No. 400 Squadron RCAF
      - No. 414 Squadron RCAF (en)

  - 2 escadrilles de Typhoon de la RAF

Bombardiers
- 2 escadrilles de bombardiers légers
  - 2 escadrilles de Bristol Blenheim de la RAF
- 1 escadrille de chasseur-bombardier Bristol Beaufighter de la RAF
- 5 escadrilles de bombardiers de la RAF
  - 5 escadrilles de bimoteurs DB-7 Boston
    -  1 escadrille
      - No. 418 Squadron RCAF (en)
- 5 escadrilles de bombardiers de l'USAAF
  - 5 escadrilles de B-17 Flying Fortress

### Marine
La flotte de la Royal Navy, sous les ordres du vice-Amiral John Hughes-Hallett, est composée de 237 bateaux dont :
- 8 destroyers
  - HMS Calpe
  - HMS Fernie
  - HMS Brocklesby
  - HMS Garth
  - HMS Albrighton
  - HMS Berkeley
  - HMS Bleasdale
  -  ORP Ślązak
- 7 chasseurs de sous-marins
  -  Chasseur 5 Carentan
  -  Chasseur 10 Bayonne
  -  Chasseur 13 Calais
  -  Chasseur 14 Dielette
  -  Chasseur 41 Audierne
  -  Chasseur 42 Larmor
  -  Chasseur 43 Lavandou
- 2 flottilles de dragueurs de mines
  - 9th Minesweeper Flotilla
  - 13th Minesweeper Flotilla
- 1 canonnière
  - HMS Locust (en)
- 1 sloop
  - HMS Alresford (en)
- 74 Landing Craft Personnel (LCP)
- 60 Landing Craft Assault (LCA)
- 24 Landing Craft Tank (LCT)
- 12 Motor Gun Boat (en) (MGB)
- 16 Motor Launch (ML)
- 9 Landing Ship, Infantry (LSI)
- 8 Landing Craft Support (LCS)
- 7 Landing Craft Mechanized (LCM)
- 6 Landing Craft Flak (en) (LCF)
- 4 Steam Gun Boat (en) (SGB)

## Reichallemand

### Forces terrestres
La Wehrmacht a confié la défense de la côte de Dieppe à la 302.Infanterie-Division sous les ordres du Generalleutnant Konrad Haase. Cette division dépend du LXXXI. Armeekorps du Groupe d'armées D.
- 302.Infanterie-Division
  - Infanterie-Regiment 570
  - Infanterie-Regiment 571
  - Infanterie-Regiment 572
  - Artillerie-Regiment 302
  - Aufklärungs-Abteilung 302 (reconnaissance)
  - Panzerabwehr-Abteilung 302 (anti-chars)
  - Pionier-Abteilung 302 (génie)
- Artillerie batterie 216
- Artillerie batterie 813
- Artillerie côtière 2/770
- Groupe lourd de Flak

Les Allemands disposaient, en outre, en renfort :
- À Amiens de la 10e Panzerdivision
- À Vernon de la SS Brigade Leibstandarte Adolf Hitler[1]
- Infanterie-Regiment 676 de la 332.Infanterie-Division

Ces unités n'auront pas le temps d'intervenir dans la bataille.

### Forces aériennes
Chasseurs
- Jagdgeschwader 2
- Jagdgeschwader 26

Bombardiers
- Kampfgeschwader 2

Reconnaissance
- Reconnaissance 1.(F)/123